# Digital Devil Story: Megami tenszei (Telenet Japan)
A Digital Devil Story: Megami tenszei (デジタル・デビル物語 女神転生) felülnézetes akció-szerepjáték, melyet a Telenet Japan fejlesztett és jelentett meg 1987-ben számos japán személyi számítógépre, így MSX-re, PC–88SR-re, X1/X1 turbóra és FM77AV-re. A PC–88SR verziót később, 2006 áprilisában Microsoft Windowsra is megjelentette a Kadokawa Shoten a Mugen szensi: Valis, az Arcus és több másik játékkal egybecsomagolva PC–8801mkIISR Game Revival Collection (PC－8801mkIISRゲーム リバイバルコレクション) címmel.